# L'Ambitieuse (film, 1912)
Pour les articles homonymes, voir L'Ambitieuse.
Pour plus de détails, voir Fiche technique et Distribution.
L'Ambitieuse est un film muet français réalisé par Camille de Morlhon, sorti en 1912.

## Fiche technique
- Titre : L'Ambitieuse
- Réalisation : Camille de Morlhon
- Scénario : Camille de Morlhon
- Photographie : Alphonse Gibory et Georges Daret
- Musique : Tramin
- Décors : Darey
- Société de production : Pathé Frères
- Société de distribution : Pathé Frères
- Pays d'origine :  France
- Langue : film muet avec les intertitres  en français
- Format : Noir et blanc et Couleur — 35 mm — 1,33:1 — Muet
- Métrage : 1 030 mètres dont 615 mètres en couleur
- Genre : Film dramatique
- Durée : 34 minutes et 20 secondes
- Numéro de catalogue Pathé : 5400
- Dates de sortie : 
  -  France : 8 novembre 1912

## Distribution
- Pierre Magnier - Gaston de Solanges
- Gabriel Signoret - Marcel Morin
- Jacques Grétillat - François de Gratien
- Léontine Massart - Juliette Morin
- Mado Floréal